# Horisme restituta
Horisme restituta är en fjärilsart som beskrevs av Louis Beethoven Prout 1941. Horisme restituta ingår i släktet Horisme och familjen mätare. Inga underarter finns listade i Catalogue of Life.